# Formigueret capnegre
El formigueret capnegre (Formicivora erythronotos) és una espècie d'ocell de la família dels tamnofílids (Thamnophilidae) que viu entre la malesa del bosc del sud-est del Brasil.